# 반소영
반소영(1988년 3월 22일 ~ )은 대한민국의 배우이다.

## 학력
- 사벌초등학교 졸업
- 사벌중학교 졸업
- 사벌고등학교 졸업
- 동국대학교 연극영상학과

## 출연작

### 드라마
- 2007년 KBS2 월화 미니시리즈 《아이 엠 샘》 ... 효빈 역
- 2007년 OCN 금요 오리지널 드라마 《키드갱》 ... 오한표의 짝사랑 황세진 역
- 2008년 MBC 주말연속극 《천하일색 박정금》 ... 간호사 역
- 2008년 KBS2 8부작 미니시리즈 《전설의 고향 - 기방괴담》 ... 옥섬 역
- 2011년 KBS2 수목 미니시리즈 《공주의 남자》 ... 은금 역
- 2017년 SBS 아침 일일연속극 《해피시스터즈》 ... 조화영 / 조영숙 역
- 2023년 KBS1 저녁 일일연속극 《금이야 옥이야》... 이선주 역

### 영화
- 《더 씨엠알》 (2020년)
- 《청년경찰》 (2017년) - 클럽녀 소영 역
- 《그들이 죽었다》 (2015년) - 소영 역
- 《협녀, 칼의 기억》 (2015년) - 승자연 기생 역
- 《권법형사: 차이나타운》 (2015년) - 남지현 역
- 《코알라》 (2012년) - 은미 역
- 《간첩》 (2012년) - 광화문 수상녀 역

### 광고
- 롯데 가나초콜릿 (2004년)
- KB국민카드 (2020년)
- 코웨이 아이콘 정수기 (2020년)
- 현대자동차 그랜저 (2020년)

### 뮤직비디오
- 조문근 - 너라는 걸 (2010년)
- 더 원 - 죽도록 (2008년)
- 마부스 - 처음 그 웃음을 부탁해 (2007년)
- 이기찬 - 미인 (2007년)
- 다비 - Romance (2006년)

## 음반
- 《별들에게 물어봐》 (2011년)